# Сіхим
Сіхи́м (каз. Сиқым) — село у складі Сайрамського району Туркестанської області Казахстану. Входить до складу Жибек-Жолинського сільського округу.
Населення — 920 осіб (2021; 978 у 2009, 1135 у 1999, 685 у 1989).
26 березня 2015 року до села було приєднано територію площею 1,76 км².